# Glenbeulah, Wisconsin
Glenbeulah là một làng thuộc quận Sheboygan, tiểu bang Wisconsin, Hoa Kỳ. Năm 2006, dân số của làng này là 378 người.